# Mont Elgon
Le mont Elgon, en anglais Mount Elgon, en maa Elgonyi, est une montagne culminant à 4 321 mètres d'altitude partagée entre l'Ouganda, qui couvre ses flancs ouest et nord ainsi que le sommet, et le Kenya, qui couvre son flanc sud-est ainsi qu'une petite portion de la zone sommitale.
D'abord désigné en 2003 réserve de biosphère par l'Unesco dans sa partie kenyane, le mont Elgon devient en 2023 une réserve de biosphère transfrontière avec l'Ouganda.

## Géographie
Le mont Elgon est un stratovolcan éteint couronné d'une caldeira de cinq kilomètres de diamètre jalonnée de plusieurs pics de plus de 4 000 mètres d'altitude,. Le Wagagai, point culminant de la montagne à 4 321 mètres d'altitude, est intégralement situé en Ouganda, la frontière kenyanne passant à environ un kilomètre sur son flanc sud. Celle-ci laisse la plus grande partie de la caldeira en territoire ougandais mais inclut le Sudek, 4 302 mètres, et le Koitobos, 4 222 mètres, en territoire kenyan. Ces altitudes des différents sommets du mont Elgon en font la deuxième montagne de l'Ouganda après le Rwenzori (5 109 mètres) et également la deuxième montagne du Kenya après le mont Kenya (5 199 mètres).
Une grande partie du mont Elgon est protégée au sein du parc national du Mont Elgon qui s'étend de part et d'autre de la frontière toute proche. La partie kényane, où se trouve la grotte de Kitum, couvre 169 km2 et a été protégée en 1968 ; la partie ougandaise, qui contient la partie sommitale du volcan, fait 1 110 km2 et a été protégée en 1992. Le parc est situé à 140 kilomètres au nord du lac Victoria.

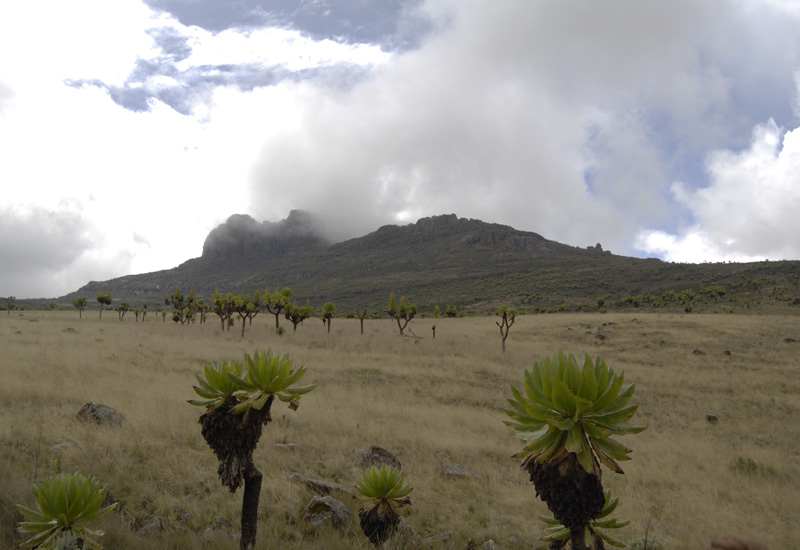
Vue du Koitobos, sommet kenyan situé sur le rebord oriental de la caldeira et culminant à 4222 mètres d'altitude.

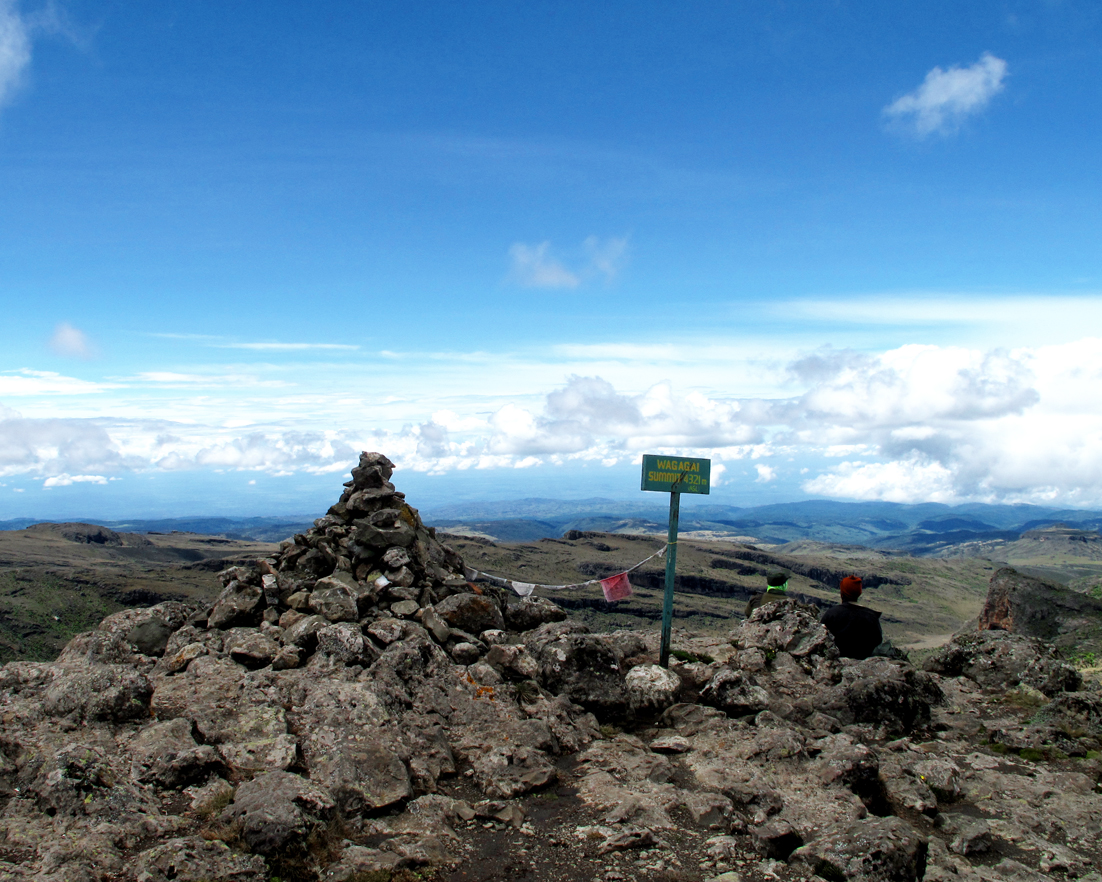
Vue du Wagagai, le point culminant du mont Elgon avec 4321 mètres d'altitude, situé sur le rebord Sud-Ouest de la caldeira, en Ouganda.